# كوري ساندرز
كوري ساندرز (بالإنجليزية: Corrie Sanders)‏ مواليد 7 يناير 1966 في جنوب أفريقيا - الوفاة 23 سبتمبر 2012 في بريتوريا، خاوتينغ، جنوب أفريقيا، كان ملاكم جنوب أفريقي سابق صنّف ضمن فئة الوزن الثقيل. حقق بطولة منظمة الملاكمة العالمية.

## إحصائيات
خاض خلال مسيرته 46 نزالا، فاز في 42 وخسر في 4. فاز بالضربة القاضية في 31 نزالا.

## وصلات خارجية
- كوري ساندرز على موقع بوكس ريك (الإنجليزية) (registration required)

- الموقع الرسمي